# Bungerhof
Bungerhof ist ein Stadtteil der kreisfreien Stadt Delmenhorst im Oldenburger Land in Niedersachsen. 2019 hatte der kompakt bebaute Ort 10.100 Einwohner.

## Geografie und Verkehrsanbindung

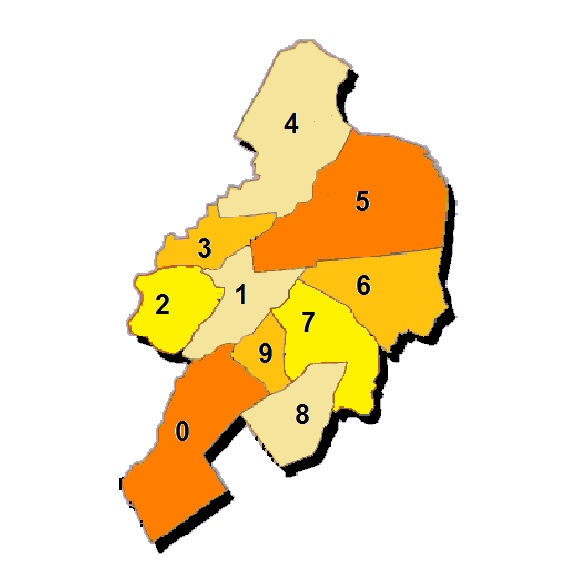
Stadtteile Delmenhorsts; 4 = Bungerhof

Zum Stadtteil Bungerhof, der im nordwestlichen Bereich des Stadtgebietes liegt, gehören auch Deichhausen, Neuendeel, Hasbergen, Schönemoorer Straße und Deichhäuser Heide. Durch den Ort verläuft die Landesstraße L 875 und fließt die Delme.

## Infrastruktur
- Kindertagesstätten St. Martin und Zachäus
- Grundschulen Bungerhof-Hasbergen, Deichhorst, Parkschule, katholische Marienschule und Wilhelm-Niermann-Schule
- Städtischer Friedhof Bungerhof von 1929